# Aquin (kommun)
Aquin är en kommun i Haiti.   Den ligger i departementet Sud, i den sydvästra delen av landet, 100 km väster om huvudstaden Port-au-Prince.